# Hilarimorpha tempa
Hilarimorpha tempa är en tvåvingeart som beskrevs av Webb 1974. Hilarimorpha tempa ingår i släktet Hilarimorpha och familjen Hilarimorphidae.
Artens utbredningsområde är Alaska. Inga underarter finns listade i Catalogue of Life.